# コロとその港
コロとその港（コロとそのみなと）は、ベネズエラの北西部にある町、コロの景観が登録されているユネスコの世界遺産（文化遺産）。1993年に登録。

## 概要
コロ (Coro) は、カラカスの西、約180kmにある町でカリブ海に面している。ファルコン州の州都でもある。初期の入植者であるスペインのコロニアル様式と、コロの対岸の島を支配していたオランダのバロック形式とが融合した街並みが残る。2004年現在、約600の歴史的建造物が残る。

## 歴史
1527年、スペイン人が入植し、初期の植民都市となった。その後、スペイン国王であったカルロス1世から開拓権利を購入した、ドイツの商人ヴェルザー家の支配するところになった。一時は砂糖貿易の拠点として繁栄したが、貿易港としての機能は他の南米都市との競争に敗れた。またハリケーンによる災害の発生や、カリブ海の海賊の襲撃を度々受け徐々に衰退。2004年現在は、小さな漁港の町として細々と残っている。

## 登録基準
この世界遺産は世界遺産登録基準のうち、以下の条件を満たし、登録された（以下の基準は世界遺産センター公表の登録基準からの翻訳、引用である）。
- (4) 人類の歴史上重要な時代を例証する建築様式、建築物群、技術の集積または景観の優れた例。
- (5) ある文化（または複数の文化）を代表する伝統的集落、あるいは陸上ないし海上利用の際立った例。もしくは特に不可逆的な変化の中で存続が危ぶまれている人と環境の関わりあいの際立った例。

## 外部サイト
- コロ（英語）